# Urdazubi
Urdazubi (hiszp.: Urdax) – gmina w Hiszpanii, w Nawarze, o powierzchni 7,75 km². W 2011 roku gmina liczyła 378 mieszkańców.